# Boréal (palynozone)
 (mars 2012).
Si vous disposez d'ouvrages ou d'articles de référence ou si vous connaissez des sites web de qualité traitant du thème abordé ici, merci de compléter l'article en donnant les références utiles à sa vérifiabilité et en les liant à la section « Notes et références ».
Pour les articles homonymes, voir Boréal.
En paléoclimatologie, la période du Boréal est le premier étage de l'Holocène. Le Boréal s'étend de 9 000 à 7 500 ans avant le présent, pendant le Paléolithique et le Mésolithique.

## Chronozones (1982)
(années « calibrées BP »)
- Préboréal : 12080 à 10187 BP
- Boréal : 10187 à 8332 BP
- Atlantique : 8332 à 5166 BP
- Subboréal : 5166 à 2791 BP
- Subatlantique : de 2791 BP à l'Anthropocène

## Subdivisions (2018)
L'Holocène a été subdivisé par la Commission internationale de stratigraphie en trois étages :
- le Greenlandien, s'étendant de 11700 à 8200 années ;
- le Northgrippien, s'étendant de 8200 à 4200 années ;
- le Méghalayen, s'étendant de 4200 années au temps présent.